# Dorsale (géologie)
Pour les articles homonymes, voir Dorsale.
Pour un article plus général, voir Tectonique des plaques.

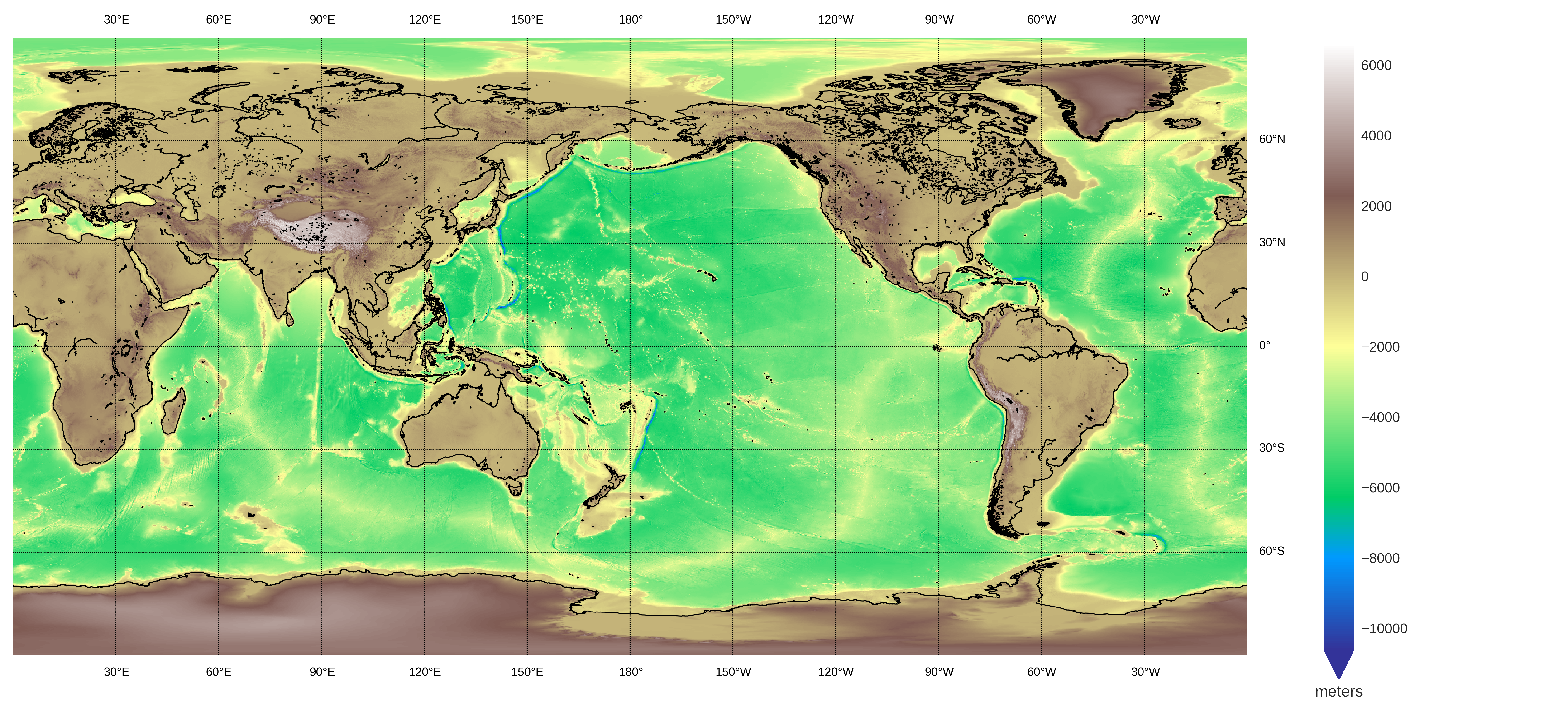
Plaine abyssale et rides médio-océaniques.

En géologie, une dorsale, appelée aussi crête médio-océanique ou ride médio-océanique, est une chaîne de montagnes sous-marine, que l'on rencontre dans tous les bassins océaniques. Elle se distingue de la plaine abyssale, la partie plate de la zone abyssale océanique entre 5 000 et 6 000 mètres de profondeur, par des profondeurs beaucoup moins marquées, typiquement aux alentours de 2 000 m. Une dorsale se présente sous la forme d'un système de reliefs formant une chaîne, de part et d'autre d'un rift central marqué. Le réseau de ces dorsales est continu et s’étend sous les océans sur près de 60 à 80 000 km.
Pour la tectonique des plaques, une dorsale océanique est une frontière de divergence entre deux plaques tectoniques. En réponse à la séparation des plaques, le manteau terrestre chaud arrive en contact avec l'océan, et forme de la nouvelle lithosphère océanique. Les reliefs de la dorsale sont formés par isostasie, conséquence de la remontée du magma et de la hausse de la température. En s'éloignant de la dorsale, la lithosphère océanique se refroidit, devient plus dense et son contact avec l'océan plus profond.
Une dorsale est le lieu d'un magmatisme fréquent.
Le volcanisme au niveau des dorsales est généralement basaltique, avec une géochimie tholéitique. La fusion du matériel péridotitique qui a lieu à la dorsale est à l'origine du matériel constituant la lithosphère océanique. Il existe aussi des dorsales sans volcanisme, comme la dorsale sud-ouest indienne. Dans ce cas, ce sont des mouvements tectoniques de grandes failles à déplacement très lent (1,4 mm par an) qui assurent l’expansion océanique.
Le terme « médio-océanique » employé pour désigner les dorsales n'est pas toujours approprié puisque, si les dorsales atlantiques (dorsale médio-atlantique, dorsale Kolbeinsey entre l'Islande et l'île Jan Mayen et la dorsale Mohns au nord-est de Jan Mayen) ont bien une position médiane avec un tracé qui sinue à mi-chemin des continents américain et euro-africain, les dorsales pacifiques (dorsale est-Pacifique et dorsale Pacifique-Antarctique) ont une position décentrée.

Les dorsales océaniques sont représentées par une ligne rouge.

## Description

### Caractéristiques morphologiques

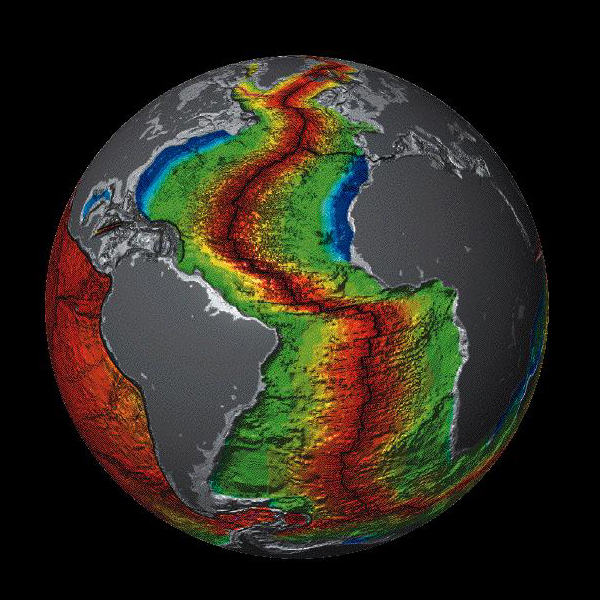
La surface des dorsales (en rouge) atteint 33 % de la surface du plancher océanique.

Les dorsales océaniques forment la plus grande chaîne de montagnes continue de la planète. Elles constituent un système de relief sans discontinuités à travers tous les océans, avec une longueur estimée de 60 000 à 80 000 km,.
Une dorsale n'est pas une ligne de crête continue : elle est formée d'une suite de nombreux segments longilignes, reliés par des failles transformantes.
Larges de 1 000 à 3 000 km, leur surface atteint 33 % de la surface du plancher océanique et 25 % de la surface du globe terrestre dans son ensemble. Le segment le plus long est la dorsale médio-atlantique, qui sépare les plaques afro-européenne et américaine sur environ 7 000 km.
Les parois des crêtes se trouvent typiquement à 2,5 km de profondeur, alors que la profondeur moyenne d’un océan est d’environ 4,5 km et que la plaine abyssale, la partie plate de la zone abyssale océanique, est entre 5 000 et 6 000 mètres de profondeur. Par rapport à ce fond des océans, le « relief » d'une dorsale est donc de l'ordre de deux à trois mille mètres. Cependant, la dénivellation est à comparer avec la largeur, de 500 à 800 km (océan Atlantique) ou de 1 000 à 1 500 km (océan Pacifique). La pente est donc beaucoup plus faible que dans le cas des massifs montagneux émergés.

### Profil bathimétrique transverse

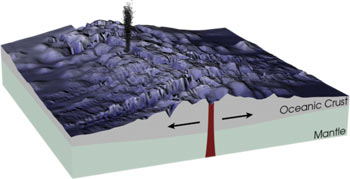
Profil typique d'une dorsale lente.

Chez les dorsales lentes, la ligne axiale du mont sous-marin, ou « montagne sous la mer », peut être creusée d'une vallée étroite de quelques kilomètres appelée rift, ou fossé d'effondrement. En principe les dorsales lentes ne sont pas le site d'un volcanisme actif ni d'une activité hydrothermale, mais huit fumeurs noirs ont été découverts depuis 2014 sur la dorsale de Gakkel près du pôle Nord, sous la banquise,.
Les dorsales rapides, avec un magmatisme plus important et qui génèrent une croûte plus épaisse (5 à 10 km) n'ont pas de rift central. Le rift est le lieu d'une intense activité géologique considéré comme une oasis de vie dans les grands fonds océaniques plutôt très pauvres en activité biologique faute de ressources énergétiques et chimiques.
La bathymétrie ou le profil du rift est en grande partie déterminé la vitesse d'expansion du fond marin sur la crête. Les crêtes à expansion lente (<5 cm / an), comme la dorsale médio-atlantique, ont généralement de grandes et larges vallées de rift, pouvant aller jusqu'à 10-20 km, et un terrain très accidenté à la crête de la dorsale, avec des écarts de relief pouvant atteindre 1 000 m. En revanche, les crêtes à extension rapide (> 8 cm / an), telles que la dorsale est-Pacifique, se caractérisent par des sillons étroits et pointus dans une topographie généralement plate qui s'étend depuis la crête sur plusieurs centaines de kilomètres. Les crêtes à diffusion ultra-lente (<2 cm / an), comme le sud-ouest de l'Inde et les crêtes arctiques, forment des segments de crêtes magmatiques et amagmatiques sans faille de transformation.
La profondeur du fond marin en un point donné de la dorsale (ou la hauteur de ce point par rapport aux plaines abyssales) est étroitement liée à l'âge de sa formation géologique. La relation âge-profondeur peut être modélisée par le refroidissement d'une plaque de lithosphère,, dans des zones sans subduction significative.
La forme générale des dorsales résulte de l’isostasie : près de l’axe des crêtes, un manteau chaud et de faible densité soutient la croûte océanique. Au fur et à mesure que les plaques océaniques se refroidissent, loin de l'axe des crêtes, la lithosphère du manteau océanique (la partie plus froide et plus dense du manteau qui, avec la croûte, comprend les plaques océaniques) s'épaissit et la densité augmente. Ainsi, les fonds marins plus anciens reposent sur un matériau plus dense et sont plus profonds. Pour le même refroidissement, le profil bathymétrique et la largeur de la dorsale qui en découle est donc fonction de sa vitesse d'expansion. Les expansions lentes comme celle de la dorsale médio-atlantique conduisent à des profils beaucoup moins larges que les dorsales plus rapides comme la dorsale est-Pacifique.

### Alternance de crêtes et de failles transformantes

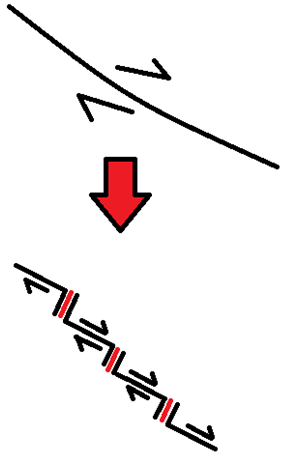
Transformation d'une extension en alternance de failles transformantes.

Une question fondamentale de la tectonique des plaques est de comprendre pourquoi une dorsale typique est composée d'une alternance de segments de crêtes (failles divergentes) séparées par des failles transformantes à angle droit des précédentes. En effet, s'il est logique que les failles transformantes s'alignent suivant la direction du déplacement relatif des plaques, il n'y a pas de contrainte équivalente sur la crête elle-même, qui pourrait faire un angle quelconque avec cette direction sans que le déplacement n'entraîne d'incohérence mécanique. Comment une telle structure se forme-t-elle, et pourquoi se maintient-elle ?
Le tracé général des dorsales océaniques est hérité du processus de fragmentation de plaques, souvent contrôlé par des structures préexistantes. Cette idée est suggérée notamment par la correspondance géométrique simple entre les marges passives et les dorsales médio-océaniques, particulièrement marquée dans le cas de la dorsale sud-atlantique et des côtes ouest-africaine et sud-américaine,. De fait, lorsqu'une faille de direction quelconque s'ouvre et s'étire, elle tend à se résoudre en un système de failles transformantes parallèles au mouvement, entre lesquelles s'installent des systèmes d'effondrement autour de failles orthogonales, à l'origine des crêtes océaniques. Et par la suite, cette tendance à alterner crêtes et transformantes se rencontre y compris sur la croûte océanique : de simples crêtes droites peuvent se transformer en un motif de transformation orthogonal de crête, par exemple après des changements dans le mouvement de la plaque.
Cependant, les failles transformantes ne sont souvent pas héritées des structures de rift transversal, elles peuvent apparaître après que le plancher océanique a commencé à se former. On constate en particulier que les zones de fracture et des linéations magnétiques restent orthogonales, y compris après un changement de direction de la divergence, ce qui montre que cette orthogonalité est une réponse mécanique au processus de divergence rencontré sur la croûte océanique. La modélisation et l'expérience montrent qu'il suffit d'irrégularités initiales à la frontière de la plaque pour que la croissance devienne instable et s'organise spontanément dans des directions alternées le long de sections de crête successives ; les arêtes courbes résultantes deviennent des failles de transformation en quelques millions d'années,. S'il existe une configuration stable, c'est qu'elle représente une configuration d'énergie minimale, probablement déterminée par la dépendance de la résistance à la séparation des plaques sur la configuration que prend la dorsale.
Si la dorsale doit relier deux points géographiques en alternant crête et faille transformante, le trajet minimisant l'énergie nécessaire au déplacement dépend du rapport entre l'énergie dépensée par le coulissement d'une faille transformante et celle dépensée par l'extension d'une crête. Cette détermination du « moindre parcours » correspond classiquement au principe de Fermat gouvernant la réfraction, et la solution correspond ici au calcul de l'angle limite, qui tend à être un angle droit lorsque le « coût » d'une crête est très significativement plus élevé que celui de la faille : s'il y a un facteur cent entre les deux coûts linéaires, l'angle de rentrée sera {\displaystyle \sin ^{-1}(0.01)\approx 0.5^{\circ }}.

### Description des failles transformantes

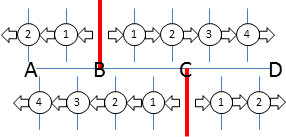
Progression d'une dorsale.

Une faille transformante, parallèle au déplacement relatif des plaques, relie donc deux axes d'expansions (en B et C sur la figure), où la croûte océanique se forme autour de crêtes sensiblement perpendiculaires à cette faille transformante. On peut cependant noter que, pour des vitesses d'expansion plus rapides, les dorsales se résolvent souvent en des failles d'expansion se chevauchant, sans failles transformantes associées.
Sauf anisotropie structurelle au niveau de l'expansion, la croûte océanique s'attache symétriquement de part et d'autre de la dorsale, les deux plaques se séparant donc, par rapport à un point situé dynamiquement sur la limite des deux plaques, à des vitesses parallèles à cette faille transformante, de normes égales et de sens opposés. Si l'on rapporte au contraire ce déplacement par rapport à l'une des plaques, la crête se déplace donc vers l'autre plaque, et sa vitesse de déplacement est la moitié de la vitesse de séparation des deux plaques.
La vitesse de séparation des plaques étant la même de part et d'autre de la faille transformante, la vitesse de déplacement des crêtes situées de part et d'autre de cette transformante (en B et C sur la figure) est la même, et donc la longueur du segment [BC] de faille transformante active séparant les deux crêtes tend à rester constante au cours du temps.

### Caractéristiques pétrographiques
L'axe des dorsales est dépourvu de sédimentation. Plus on s'éloigne du rift, plus la couche de sédiments est épaisse. Cela est dû au phénomène d'extension et de création de la lithosphère océanique.
On trouve sur l'axe central des basaltes parfaitement non-altérés, c'est-à-dire très jeunes géologiquement parlant. Ils montrent une forme particulière en pillow-lava (« coussins de lave ») qui est due à l'effet de trempe instantanée de la lave qui sort d'une remontée volcanique (par exemple à Hawaï ou en Turquie). En dessous de ces basaltes en coussins se trouvent des filons de basalte, puis du gabbro. Cette disposition témoigne de la mise en place de ces roches (qui forment la croûte océanique) après une remontée du magma au niveau de la dorsale.

## Activité hydrothermale: la chaleur comme source de vie

### Apparition de chaleur
L'asthénosphère, qui forme un bombement au niveau de la dorsale, évacue ainsi la chaleur du manteau par mouvements de convection et remontée de magma.

Une énergie thermique considérable et rapidement renouvelée est donc présente, elle est liée à la circulation de l'eau en profondeur à proximité de la chambre volcanique. Cependant, malgré des températures de 100 à 350 °C, cette eau ne bout pas en raison de la haute pression en mer profonde. La chaleur de l'eau dans des geysers en Islande (placée sur la dorsale Atlantique) est un exemple de cet effet visible en surface.

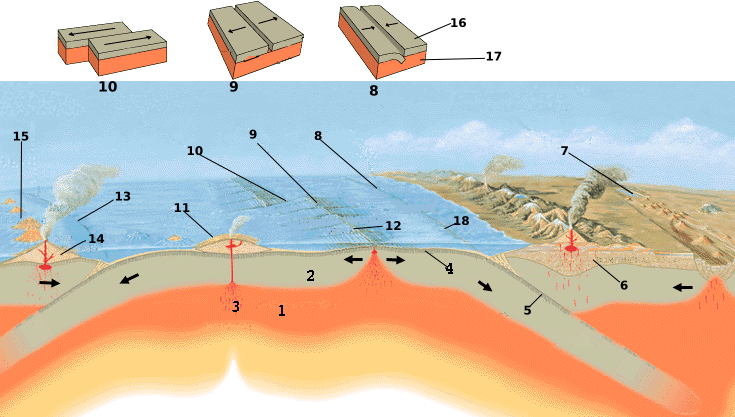
Les dorsales (12) sont situées sur les limites de plaques divergentes (9).

La circulation de l'eau se fait à travers les fissures et les failles souterraines. L'eau chaude se refroidit en remontant du rift, l'eau froide s'infiltre dans les basaltes et se charge en ions tout en se réchauffant. Lors de sa remontée, elle laisse des traces de sulfures (si elle remonte de façon rapide) ou d'oxydes de fer et de manganèse (si elle remonte de façon lente). Les zones où l'eau chaude ressort constituent des sortes de sources hydrothermales appelées les « fumeurs noirs » parce qu'elles « soufflent » à haute pression une eau très chaude, chargée de particules et de sulfures dissous qui leur donnent un panache sombre ou noir. Ces fumeurs noirs ont été découverts par hasard en 1977 par le géologue John Corliss.

### Activité biologique
Les environs immédiats de ces sources abritent une faune et une flore adaptées à ces niches écologiques très particulières : absence de lumière du jour, relativement faible durée de vie de la source géothermique, fort gradient de température, très forte concentration chimique en produits soufrés, etc.

Schéma d'un mont hydrothermal et de la circulation associée au niveau d'une dorsale océanique rapide.

Sur les abords de ces dorsales peuvent se former des monts hydrothermaux très riches en vie sous marine.
La découverte de l’écosystème associé aux sources hydrothermales a bouleversé les connaissances en biologie et notamment la conviction que la vie macroscopique était impossible sans lumière.
Cet écosystème est donc indépendant de la photosynthèse, mais dépend d'un autre système appelé chimiosynthèse. Le flux de lave apporte des minéraux variés et susceptibles de réactions chimiques, en particulier avec des bactéries autotrophes spécifiques à cet environnement (métabolisme à partir du soufre notamment).

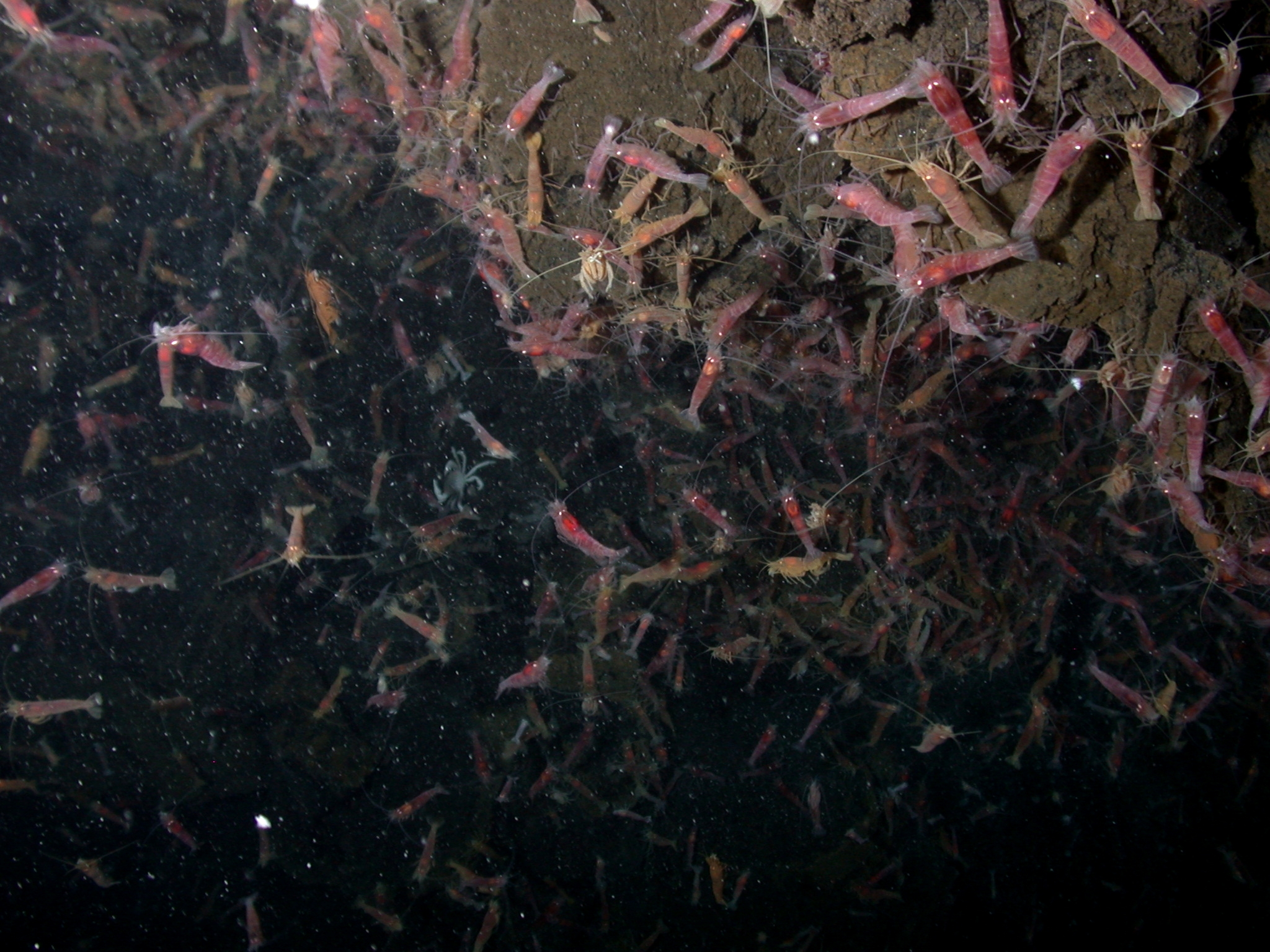
Crevettes du genre Alvinocaris près d'une cheminée hydrothermale de la ceinture de feu du Pacifique. Issue du NOAA Vents Program.

Ces écosystèmes sont caracterisés par des modes de vie dit thermophile, extrémophile avec un fort endémisme. Grâce à la production chimiotrophe des bactéries, on trouve dans ces zones une forte diversité faunistique avec des annélides, des crustacés, des vers tubicole, des céphalopodes, des poissons, des bivalves.

## Les modalités de la convection mantellique

La tectonique des plaques est l'expression en surface de la convection mantellique à grande échelle : la lithosphère représente la couche limite thermique supérieure du modèle des cellules convectives (modèle de circulation convective à une couche sur ce diagramme).

Lors de la mise en place du modèle de la tectonique des plaques en 1970, le moteur du mouvement des lithosphères n'était pas très clair. Les chercheurs savaient que ce moteur était la convection mantellique, mais ils se posaient la question de savoir où agissaient les forces faisant bouger la lithosphère. Les géophysiciens ont proposé trois hypothèses, non incompatibles : une poussée à la ride (ridge push (en) en anglais), une traction des zones de subduction (slab pull (en) en anglais), ou un entraînement de la lithosphère par des mouvements asthénosphériques sous-jacents. De très nombreux arguments, notamment le découplage mécanique asthénosphère/lithosphère montrent aujourd'hui que la lithosphère n'est pas entraînée par des mouvements asthénosphériques sous-jacents. La lithosphère, partie supérieure et couche limite thermique de la convection, est en effet le propre moteur de son mouvement. Les données tectoniques, sismologiques, cinématiques apportent plusieurs arguments expliquant que l'hypothèse slab pull est privilégiée. La force de traction due au poids des lithosphères âgées qui subductent, étant deux à trois fois plus élevée que la force de poussée gravitaire (ridge push),.

## Sauts de dorsale
Les sauts de dorsale médio-océanique sont des événements clés de réorganisation dans lesquels un segment de dorsale saute à un emplacement voisin, laissant l'ancien segment inactif. Lors d'un tel événement, les processus volcaniques et tectoniques interagissent pour affaiblir puis rompre une zone linéaire d'une plaque, qui devient un nouveau segment d'expansion.
On distingue trois types de sauts en fonction de leur contexte tectonique, qui sont aussi dus à des mécanismes différents :
- les sauts se produisant dans un contexte purement divergent, principalement dus à des modifications de l'apport magmatique et à la dynamique des remontées d'eau mantelliques, entraînant des augmentations significatives de l'épaisseur de la croûte et de l'activité volcanique ;
- les sauts dans les zones de cisaillement, caractérisés par des contraintes de cisaillement et des mouvements de décrochement, reflétant le déplacement des centres d'expansion dû aux contraintes tectoniques accumulées ;
- les sauts influencés par la subduction, façonnés par les interactions complexes entre les plaques descendante et chevauchante. Le système de subduction entraîne souvent des modifications significatives des taux et de la direction d'expansion, de l'activité magmatique et des contraintes tectoniques. Des facteurs tels que le recul des plaques, l'écoulement mantellique et les variations de la géométrie des plaques amplifient l'instabilité tectonique et sont susceptibles de conduire à des sauts dans les deux plaques.